# Chloe-Beth Morgan
Chloe-Beth Morgan (nacida el 7 de agosto de 1986) es una reina de belleza galesa que ganó el concurso de Miss Gales 2008 y compitió en Miss Mundo 2008, el cual tuvo lugar en Sudáfrica, más tarde ese año.
Morgan tuvo la más alta puntuación entre los delegados británicos en el concurso de Miss Mundo 2008 y fue elegida para representar al Reino Unido en Miss Internacional 2009, donde quedó en tercer lugar. Tiene un diploma nacional con una distinción en teatro musical, y es una instructora de fitness cualificada. También ganó Miss Universe Great Britain 2011 y representó a Gran Bretaña en el concurso de Miss Universo 2011 en Brasil.